# Weinmannia vitiensis
Weinmannia vitiensis är en tvåhjärtbladig växtart som beskrevs av Berthold Carl Seemann. Weinmannia vitiensis ingår i släktet Weinmannia och familjen Cunoniaceae. Inga underarter finns listade i Catalogue of Life.